# 비에이치 (기업)
비에이치(BH Co. Ltd.)는 연성회로기판(FPCB) 제작을 하는 대한민국의 기업이다 애플에 아이폰 OLED용 경연성회로기판 부품을 공급한다. 외국인의 지분율은 9.53%이다.

## 참고문헌
1. ↑  강경주, 최영식 비에이치 대표 "올해부터 전장·통신 본격 성장", 한국경제, 2023년 6월 19일
2. ↑  이기종, 비에이치 "지난해 국내 FPCB 매출 1위", 디일렉, 2019년 3월 29일
3. ↑  박강호, 대신증권 Earnings Preview 기업분석 비에이치, 2024.01.16